# Adam Kaczmarek (strzelec sportowy)
Adam Stanisław Kaczmarek (ur. 17 października 1961 w Bydgoszczy, zm. 5 czerwca 2024) – polski strzelec sportowy, medalista mistrzostw świata i mistrzostw Europy, olimpijczyk z Seulu 1988 i Barcelony 1992.
Zawodnik Zawiszy Bydgoszcz. Specjalista w strzelaniu z pistoletu. Wielokrotny mistrz Polski w latach 1983–1998.
Dwukrotny mistrz świata w Suhl w roku 1986 w strzelaniu z pistoletu szybkostrzelnego 2x30 strzałów indywidualnie, oraz w Mediolanie w roku 1994 w strzelaniu z pistoletu szybkostrzelnego 2x30 strzałów drużynowo (partnerami byli:Krzysztof Kucharczyk, Andrzej Macur.
Wielokrotny medalista mistrzostw Europy:
- - złoty
    - w Bolonii w roku 1991 w strzelaniu z pistoletu szybkostrzelnego 2x30 strzałów drużynowo (partnerami byli:Krzysztof Kucharczyk, Artur Iwan,

  - srebrny
    - w Zagrzebiu w roku 1989 w strzelaniu z pistoletu szybkostrzelnego 2x30 strzałów drużynowo (partnerami byli:Krzysztof Kucharczyk, Andrzej Macur,

  - brązowy
    - w Osijek w roku 1985 w strzelaniu z pistoletu szybkostrzelnego 2x30 strzałów indywidualnie,
    - w Lahti w roku 1987 w strzelaniu z pistoletu szybkostrzelnego 2x30 strzałów drużynowo (partnerami byli:Krzysztof Kucharczyk, Andrzej Macur,
    - w Bolonii w roku 1991 w strzelaniu z pistoletu szybkostrzelnego 2x30 strzałów indywidualnie

Na igrzyskach w 1988 roku zajął 5. miejsce w strzelaniu z pistoletu szybkostrzelnego 25 metrów, a na igrzyskach w 1992 zajął 7. miejsce.
Po zakończeniu kariery sportowej podjął pracę trenera w Wawelu Kraków.